# Stobrawa (Opole)
Stobrawa is een dorp in de Poolse woiwodschap Opole. De plaats maakt deel uit van de gemeente Popielów.